# Tajikina tajikai
Tajikina tajikai is een platworm (Platyhelminthes). De worm is tweeslachtig. De soort leeft in zowel in zout als in zoet water.
Het geslacht Tajikina, waarin de platworm wordt geplaatst, wordt tot de familie Monocelididae gerekend. De wetenschappelijke naam van de soort werd voor het eerst geldig gepubliceerd in 1990 door Ax & Armonies.